# 1951 en els vols espacials
En el 1951 es van realitzar tota una sèrie de vols espacials suborbitals, conduïts per provar míssils, o realitzar investigacions científiques. La Unió Soviètica va realitzar un gran nombre de proves de míssils R-1 i R-2, mentre que els Estats Units van llançar diversos vols d'investigació utilitzant coets Aerobee i V-2 capturats.

## Llançaments
| Data i hora (UTC)  | Coet | Coet                                    | Plataforma de llançament         | Plataforma de llançament         | LSP                                                    | LSP                                                    |
| ------------------ | --- | --------------------------------------- | -------------------------------- | -------------------------------- | ------------------------------------------------------ | ------------------------------------------------------ |
| Data i hora (UTC)  | Càrrega útil | Operador                                | Òrbita                           | Funció                           | Deteriorament (UTC)                                    | Resultat                                               |
| Data i hora (UTC)  | Comentaris |                                         |                                  |                                  |                                                        |                                                        |
| Gener              | |                                         |                                  |                                  |                                                        |                                                        |
| 18 de gener 20:14  | Alemanya - V-2 | Alemanya - V-2                          | Estats Units - White Sands LC-33 | Estats Units - White Sands LC-33 | Estats Units - Marina dels Estats Units d'Amèrica      | Estats Units - Marina dels Estats Units d'Amèrica      |
| 18 de gener 20:14  | | Marina dels Estats Units d'Amèrica      | Suborbital                       | Solar                            | 18 de gener                                            | Error de llançament                                    |
| 18 de gener 20:14  | Apogeu: 2 km |                                         |                                  |                                  |                                                        |                                                        |
| 29 de gener        | Alemanya - Unió Soviètica - R-1                                                                                    | Alemanya - Unió Soviètica - R-1         | Unió Soviètica - Kapustin Iar    | Unió Soviètica - Kapustin Iar    | Unió Soviètica - OKB-1                                 | Unió Soviètica - OKB-1                                 |
| 29 de gener        | | OKB-1                                   | Suborbital                       | Prova de míssils                 | 29 de gener                                            | Reeixit                                                |
| 29 de gener        | Apogeu: 100 km |                                         |                                  |                                  |                                                        |                                                        |
| 30 de gener        | Alemanya - Unió Soviètica - R-1                                                                                    | Alemanya - Unió Soviètica - R-1         | Unió Soviètica - Kapustin Iar    | Unió Soviètica - Kapustin Iar    | Unió Soviètica - OKB-1                                 | Unió Soviètica - OKB-1                                 |
| 30 de gener        | | OKB-1                                   | Suborbital                       | Prova de míssils                 | 30 de gener                                            | Reeixit                                                |
| 30 de gener        | Apogeu: 100 km |                                         |                                  |                                  |                                                        |                                                        |
| 31 de gener        | Alemanya - Unió Soviètica - R-1                                                                                    | Alemanya - Unió Soviètica - R-1         | Unió Soviètica - Kapustin Iar    | Unió Soviètica - Kapustin Iar    | Unió Soviètica - OKB-1                                 | Unió Soviètica - OKB-1                                 |
| 31 de gener        | | OKB-1                                   | Suborbital                       | Prova de míssils                 | 31 de gener                                            | Reeixit                                                |
| 31 de gener        | Apogeu: 100 km |                                         |                                  |                                  |                                                        |                                                        |
| Febrer             | |                                         |                                  |                                  |                                                        |                                                        |
| 1 de febrer        | Alemanya - Unió Soviètica - R-1                                                                                    | Alemanya - Unió Soviètica - R-1         | Unió Soviètica - Kapustin Iar    | Unió Soviètica - Kapustin Iar    | Unió Soviètica - OKB-1                                 | Unió Soviètica - OKB-1                                 |
| 1 de febrer        | | OKB-1                                   | Suborbital                       | Prova de míssils                 | 1 de febrer                                            | Reeixit                                                |
| 1 de febrer        | Apogeu: 100 km |                                         |                                  |                                  |                                                        |                                                        |
| 2 de febrer        | Alemanya - Unió Soviètica - R-1                                                                                    | Alemanya - Unió Soviètica - R-1         | Unió Soviètica - Kapustin Iar    | Unió Soviètica - Kapustin Iar    | Unió Soviètica - OKB-1                                 | Unió Soviètica - OKB-1                                 |
| 2 de febrer        | | OKB-1                                   | Suborbital                       | Prova de míssils                 | 2 de febrer                                            | Reeixit                                                |
| 2 de febrer        | Apogeu: 100 km |                                         |                                  |                                  |                                                        |                                                        |
| Març               | |                                         |                                  |                                  |                                                        |                                                        |
| 9 de març 03:16    | Alemanya - V-2 | Alemanya - V-2                          | Estats Units - White Sands LC-33 | Estats Units - White Sands LC-33 | Estats Units - Exèrcit dels Estats Units d'Amèrica     | Estats Units - Exèrcit dels Estats Units d'Amèrica     |
| 9 de març 03:16    | Estats Units - Blossom IV-E                                                                                        | Exèrcit dels Estats Units d'Amèrica     | Suborbital                       | Ionosfèric/Solar/Aeronomia       | 9 de març                                              | Error de llançament                                    |
| 9 de març 03:16    | Apogeu: 3 km |                                         |                                  |                                  |                                                        |                                                        |
| Maig               | |                                         |                                  |                                  |                                                        |                                                        |
| 29 de maig 19:46   | Estats Units - Aerobee RTVA-1                                                                                      | Estats Units - Aerobee RTVA-1           | Estats Units - Holloman LC-A     | Estats Units - Holloman LC-A     | Estats Units - ARDC                                    | Estats Units - ARDC                                    |
| 29 de maig 19:46   | | ARDC                                    | Suborbital                       | Ionosfèric                       | 29 de maig                                             | Error de llançament                                    |
| 29 de maig 19:46   | Apogeu: 4 km |                                         |                                  |                                  |                                                        |                                                        |
| Juny               | |                                         |                                  |                                  |                                                        |                                                        |
| 8 de juny 01:18    | Estats Units - Aerobee                                                                                             | Estats Units - Aerobee                  | Estats Units - White Sands LC-35 | Estats Units - White Sands LC-35 | Estats Units - Força Aèria dels Estats Units d'Amèrica | Estats Units - Força Aèria dels Estats Units d'Amèrica |
| 8 de juny 01:18    | | Força Aèria dels Estats Units d'Amèrica | Suborbital                       | Aeronomia                        | 8 de juny                                              | Error de llançament                                    |
| 8 de juny 01:18    | Apogeu: 6 km |                                         |                                  |                                  |                                                        |                                                        |
| 13 de juny         | Alemanya - Unió Soviètica - R-1                                                                                    | Alemanya - Unió Soviètica - R-1         | Unió Soviètica - Kapustin Iar    | Unió Soviètica - Kapustin Iar    | Unió Soviètica - OKB-1                                 | Unió Soviètica - OKB-1                                 |
| 13 de juny         | | OKB-1                                   | Suborbital                       | Prova de míssils                 | 13 de juny                                             | Reeixit                                                |
| 13 de juny         | Apogeu: 100 km |                                         |                                  |                                  |                                                        |                                                        |
| 14 de juny 13:48   | Alemanya - V-2 | Alemanya - V-2                          | Estats Units - White Sands LC-33 | Estats Units - White Sands LC-33 | Estats Units - Marina dels Estats Units d'Amèrica      | Estats Units - Marina dels Estats Units d'Amèrica      |
| 14 de juny 13:48   | | Marina dels Estats Units d'Amèrica      | Suborbital                       | Solar                            | 14 de juny                                             | Error de llançament                                    |
| 14 de juny         | Alemanya - Unió Soviètica - R-1                                                                                    | Alemanya - Unió Soviètica - R-1         | Unió Soviètica - Kapustin Iar    | Unió Soviètica - Kapustin Iar    | Unió Soviètica - OKB-1                                 | Unió Soviètica - OKB-1                                 |
| 14 de juny         | | OKB-1                                   | Suborbital                       | Prova de míssils                 | 14 de juny                                             | Reeixit                                                |
| 14 de juny         | Apogeu: 100 km |                                         |                                  |                                  |                                                        |                                                        |
| 18 de juny         | Alemanya - Unió Soviètica - R-1                                                                                    | Alemanya - Unió Soviètica - R-1         | Unió Soviètica - Kapustin Iar    | Unió Soviètica - Kapustin Iar    | Unió Soviètica - OKB-1                                 | Unió Soviètica - OKB-1                                 |
| 18 de juny         | | OKB-1                                   | Suborbital                       | Prova de míssils                 | 18 de juny                                             | Reeixit                                                |
| 18 de juny         | Apogeu: 100 km |                                         |                                  |                                  |                                                        |                                                        |
| 19 de juny         | Alemanya - Unió Soviètica - R-1                                                                                    | Alemanya - Unió Soviètica - R-1         | Unió Soviètica - Kapustin Iar    | Unió Soviètica - Kapustin Iar    | Unió Soviètica - OKB-1                                 | Unió Soviètica - OKB-1                                 |
| 19 de juny         | | OKB-1                                   | Suborbital                       | Prova de míssils                 | 19 de juny                                             | Reeixit                                                |
| 19 de juny         | Apogeu: 100 km |                                         |                                  |                                  |                                                        |                                                        |
| 20 de juny         | Alemanya - Unió Soviètica - R-1                                                                                    | Alemanya - Unió Soviètica - R-1         | Unió Soviètica - Kapustin Iar    | Unió Soviètica - Kapustin Iar    | Unió Soviètica - OKB-1                                 | Unió Soviètica - OKB-1                                 |
| 20 de juny         | | OKB-1                                   | Suborbital                       | Prova de míssils                 | 20 de juny                                             | Reeixit                                                |
| 20 de juny         | Apogeu: 100 km |                                         |                                  |                                  |                                                        |                                                        |
| 22 de juny         | Alemanya - Unió Soviètica - R-1                                                                                    | Alemanya - Unió Soviètica - R-1         | Unió Soviètica - Kapustin Iar    | Unió Soviètica - Kapustin Iar    | Unió Soviètica - OKB-1                                 | Unió Soviètica - OKB-1                                 |
| 22 de juny         | | OKB-1                                   | Suborbital                       | Prova de míssils                 | 22 de juny                                             | Reeixit                                                |
| 22 de juny         | Apogeu: 100 km |                                         |                                  |                                  |                                                        |                                                        |
| 23 de juny         | Alemanya - Unió Soviètica - R-1                                                                                    | Alemanya - Unió Soviètica - R-1         | Unió Soviètica - Kapustin Iar    | Unió Soviètica - Kapustin Iar    | Unió Soviètica - OKB-1                                 | Unió Soviètica - OKB-1                                 |
| 23 de juny         | | OKB-1                                   | Suborbital                       | Prova de míssils                 | 23 de juny                                             | Reeixit                                                |
| 23 de juny         | Apogeu: 100 km |                                         |                                  |                                  |                                                        |                                                        |
| 24 de juny         | Alemanya - Unió Soviètica - R-1                                                                                    | Alemanya - Unió Soviètica - R-1         | Unió Soviètica - Kapustin Iar    | Unió Soviètica - Kapustin Iar    | Unió Soviètica - OKB-1                                 | Unió Soviètica - OKB-1                                 |
| 24 de juny         | | OKB-1                                   | Suborbital                       | Prova de míssils                 | 24 de juny                                             | Reeixit                                                |
| 24 de juny         | Apogeu: 100 km |                                         |                                  |                                  |                                                        |                                                        |
| 25 de juny         | Alemanya - Unió Soviètica - R-1                                                                                    | Alemanya - Unió Soviètica - R-1         | Unió Soviètica - Kapustin Iar    | Unió Soviètica - Kapustin Iar    | Unió Soviètica - OKB-1                                 | Unió Soviètica - OKB-1                                 |
| 25 de juny         | | OKB-1                                   | Suborbital                       | Prova de míssils                 | 25 de juny                                             | Reeixit                                                |
| 25 de juny         | Apogeu: 100 km |                                         |                                  |                                  |                                                        |                                                        |
| 26 de juny         | Alemanya - Unió Soviètica - R-1                                                                                    | Alemanya - Unió Soviètica - R-1         | Unió Soviètica - Kapustin Iar    | Unió Soviètica - Kapustin Iar    | Unió Soviètica - OKB-1                                 | Unió Soviètica - OKB-1                                 |
| 26 de juny         | | OKB-1                                   | Suborbital                       | Prova de míssils                 | 26 de juny                                             | Reeixit                                                |
| 26 de juny         | Apogeu: 100 km |                                         |                                  |                                  |                                                        |                                                        |
| 27 de juny         | Alemanya - Unió Soviètica - R-1                                                                                    | Alemanya - Unió Soviètica - R-1         | Unió Soviètica - Kapustin Iar    | Unió Soviètica - Kapustin Iar    | Unió Soviètica - OKB-1                                 | Unió Soviètica - OKB-1                                 |
| 27 de juny         | | OKB-1                                   | Suborbital                       | Prova de míssils                 | 27 de juny                                             | Reeixit                                                |
| 27 de juny         | Apogeu: 100 km |                                         |                                  |                                  |                                                        |                                                        |
| 28 de juny 21:43   | Alemanya - V-2 | Alemanya - V-2                          | Estats Units - White Sands LC-33 | Estats Units - White Sands LC-33 | Estats Units - Exèrcit dels Estats Units d'Amèrica     | Estats Units - Exèrcit dels Estats Units d'Amèrica     |
| 28 de juny 21:43   | Estats Units - Blossom IV-F                                                                                        | Exèrcit dels Estats Units d'Amèrica     | Suborbital                       | Solar/Aeronomia                  | 28 de juny                                             | Error de llançament                                    |
| 28 de juny 21:43   | Apogeu: 6 km |                                         |                                  |                                  |                                                        |                                                        |
| Juliol             | |                                         |                                  |                                  |                                                        |                                                        |
| 01 de juliol       | Alemanya - Unió Soviètica - R-2                                                                                    | Alemanya - Unió Soviètica - R-2         | Unió Soviètica - Kapustin Iar    | Unió Soviètica - Kapustin Iar    | Unió Soviètica - OKB-1                                 | Unió Soviètica - OKB-1                                 |
| 01 de juliol       | | OKB-1                                   | Suborbital                       | Prova de míssils                 | 01 de juliol                                           | Reeixit                                                |
| 01 de juliol       | Apogeu: 150 km |                                         |                                  |                                  |                                                        |                                                        |
| 2 de juliol        | Alemanya - Unió Soviètica - R-2                                                                                    | Alemanya - Unió Soviètica - R-2         | Unió Soviètica - Kapustin Iar    | Unió Soviètica - Kapustin Iar    | Unió Soviètica - OKB-1                                 | Unió Soviètica - OKB-1                                 |
| 2 de juliol        | | OKB-1                                   | Suborbital                       | Prova de míssils                 | 2 de juliol                                            | Reeixit                                                |
| 2 de juliol        | Apogeu: 150 km |                                         |                                  |                                  |                                                        |                                                        |
| 22 de juliol       | Alemanya - Unió Soviètica - R-1V                                                                                   | Alemanya - Unió Soviètica - R-1V        | Unió Soviètica - Kapustin Iar    | Unió Soviètica - Kapustin Iar    | Unió Soviètica - OKB-1                                 | Unió Soviètica - OKB-1                                 |
| 22 de juliol       | | OKB-1                                   | Suborbital                       | Biològic                         | 22 de juliol                                           | Reeixit                                                |
| 22 de juliol       | Apogeu: 100 km Els gossos Dezik i Zhegan es van dur a l'espai i van sobreviure a l'impacte.                        |                                         |                                  |                                  |                                                        |                                                        |
| 27 de juliol       | Alemanya - Unió Soviètica - R-2                                                                                    | Alemanya - Unió Soviètica - R-2         | Unió Soviètica - Kapustin Iar    | Unió Soviètica - Kapustin Iar    | Unió Soviètica - OKB-1                                 | Unió Soviètica - OKB-1                                 |
| 27 de juliol       | | OKB-1                                   | Suborbital                       | Prova de míssils                 | 27 de juliol                                           | Reeixit                                                |
| 27 de juliol       | Apogeu: 150 km |                                         |                                  |                                  |                                                        |                                                        |
| 29 de juliol       | Alemanya - Unió Soviètica - R-1B                                                                                   | Alemanya - Unió Soviètica - R-1B        | Unió Soviètica - Kapustin Iar    | Unió Soviètica - Kapustin Iar    | Unió Soviètica - OKB-1                                 | Unió Soviètica - OKB-1                                 |
| 29 de juliol       | | OKB-1                                   | Suborbital                       | Biològic                         | 29 de juliol                                           | Error de llançament                                    |
| 29 de juliol       | Apogeu: 100 km. Error elèctric, no es va poder recuperar la càrrega útil; portava els gossos que no van sobreviure |                                         |                                  |                                  |                                                        |                                                        |
| Agost              | |                                         |                                  |                                  |                                                        |                                                        |
| 7 d'agost 18:00    | Estats Units - Viking                                                                                              | Estats Units - Viking                   | Estats Units - White Sands LC-33 | Estats Units - White Sands LC-33 | Estats Units - Martin                                  | Estats Units - Martin                                  |
| 7 d'agost 18:00    | | NRL                                     | Suborbital                       | Ionosfèric/Solar                 | 7 d'agost                                              | Reeixit                                                |
| 7 d'agost 18:00    | Apogeu: 219 km |                                         |                                  |                                  |                                                        |                                                        |
| 15 d'agost         | Alemanya - Unió Soviètica - R-1B                                                                                   | Alemanya - Unió Soviètica - R-1B        | Unió Soviètica - Kapustin Iar    | Unió Soviètica - Kapustin Iar    | Unió Soviètica - OKB-1                                 | Unió Soviètica - OKB-1                                 |
| 15 d'agost         | | OKB-1                                   | Suborbital                       | Solar/Biològic                   | 15 d'agost                                             | Reeixit                                                |
| 15 d'agost         | Apogeu: 100 km |                                         |                                  |                                  |                                                        |                                                        |
| 19 d'agost         | Alemanya - Unió Soviètica - R-1V                                                                                   | Alemanya - Unió Soviètica - R-1V        | Unió Soviètica - Kapustin Iar    | Unió Soviètica - Kapustin Iar    | Unió Soviètica - OKB-1                                 | Unió Soviètica - OKB-1                                 |
| 19 d'agost         | | OKB-1                                   | Suborbital                       | Biològic                         | 19 d'agost                                             | Reeixit                                                |
| 19 d'agost         | Apogeu: 100 km |                                         |                                  |                                  |                                                        |                                                        |
| 22 d'agost 19:00   | Alemanya - V-2 | Alemanya - V-2                          | Estats Units - White Sands LC-33 | Estats Units - White Sands LC-33 | Estats Units - Exèrcit dels Estats Units d'Amèrica     | Estats Units - Exèrcit dels Estats Units d'Amèrica     |
| 22 d'agost 19:00   | | Exèrcit dels Estats Units d'Amèrica     | Suborbital                       | Proves                           | 22 d'agost                                             | Reeixit                                                |
| 22 d'agost 19:00   | Apogeu: 213 km |                                         |                                  |                                  |                                                        |                                                        |
| 28 d'agost         | Alemanya - Unió Soviètica - R-1B                                                                                   | Alemanya - Unió Soviètica - R-1B        | Unió Soviètica - Kapustin Iar    | Unió Soviètica - Kapustin Iar    | Unió Soviètica - OKB-1                                 | Unió Soviètica - OKB-1                                 |
| 28 d'agost         | | OKB-1                                   | Suborbital                       | Biològic                         | 28 d'agost                                             | Reeixit                                                |
| 28 d'agost         | Apogeu: 100 km |                                         |                                  |                                  |                                                        |                                                        |
| Setembre           | |                                         |                                  |                                  |                                                        |                                                        |
| 3 de setembre      | Alemanya - Unió Soviètica - R-1B                                                                                   | Alemanya - Unió Soviètica - R-1B        | Unió Soviètica - Kapustin Iar    | Unió Soviètica - Kapustin Iar    | Unió Soviètica - OKB-1                                 | Unió Soviètica - OKB-1                                 |
| 3 de setembre      | | OKB-1                                   | Suborbital                       | Biològic                         | 3 de setembre                                          | Reeixit                                                |
| 3 de setembre      | Apogeu: 100 km |                                         |                                  |                                  |                                                        |                                                        |
| Octubre            | |                                         |                                  |                                  |                                                        |                                                        |
| 17 d'octubre 18:17 | Estats Units - Aerobee                                                                                             | Estats Units - Aerobee                  | Estats Units - Holloman LC-A     | Estats Units - Holloman LC-A     | Estats Units - ARDC                                    | Estats Units - ARDC                                    |
| 17 d'octubre 18:17 | | ARDC                                    | Suborbital                       | Ionosfèric                       | 17 d'octubre                                           | Reeixit                                                |
| 17 d'octubre 18:17 | Apogeu: 114 km |                                         |                                  |                                  |                                                        |                                                        |
| 29 d'octubre 21:04 | Alemanya - Estats Units - V-2                                                                                      | Alemanya - Estats Units - V-2           | Estats Units - White Sands LC-33 | Estats Units - White Sands LC-33 | Estats Units - Exèrcit dels Estats Units d'Amèrica     | Estats Units - Exèrcit dels Estats Units d'Amèrica     |
| 29 d'octubre 21:04 | | Exèrcit dels Estats Units d'Amèrica     | Suborbital                       | Aeronomia                        | 29 d'octubre                                           | Reeixit                                                |
| 29 d'octubre 21:04 | Apogeu: 137 km |                                         |                                  |                                  |                                                        |                                                        |